# Međunarodna agencija za atomsku energiju
Međunarodna agencija za atomsku energiju (eng. International Atomic Energy Agency - IAEA) međunarodna je organizacija čija je svrha razvoj nuklearne energije u miroljubive svrhe i ograničenje nuklearnog naoružanja. Osnovana je 29. srpnja 1957. godine kao autonomna organizacija. Iako autonomna, nadležna su joj vijeća UN-a (Opća skupština i Vijeće sigurnosti).
Sjedište IAEA-e je u Beču. Ima reginonalne urede za sigurnost u Torontu i Tokiju, urede za javnost u New Yorku i Ženevi. Dodatno, IAEA ima 3 laboratorija u Ženevi, Seibersdorfu i Monaku.
IAEA služi kao međuvladin forum za znanstvenu i tehničku suradnju u miroljubivom korištenju nuklearne tehnologije i nuklearne energije širom svijeta.
Projekti organizacije potiču razvoj miroljubivih primjena nuklearne energije, znanosti i tehnologije, te nude međunarodne mjere zaštite protiv zloupotrebe nuklearne tehnologije i njenog otpada. Dodatno, provode mjere nuklearne zaštite (npr. protiv zračenja) i sigurnosne standarde i njihovu primjenu.
Godine 2005. zajedno je sa svojim generalnim direktorom Mohamedom ElBaradeijem dobila Nobelovu nagradu za mir.

## Općenito
Misija IAEA-a vođena je interesima i potrebama država članica, strateškim planovima i vizijom utjelovljenom u Statutu IAEA. Tri glavna stupa ili područja rada jesu: sigurnost i osiguranje; znanost i tehnologija; zaštitne mjere i licenciranje.
IAEA kao autonomna organizacija nije pod izravnom kontrolom UN-a, ali IAEA izvještava i Opću skupštinu UN-a i Vijeće sigurnosti. Za razliku od većine drugih specijaliziranih međunarodnih agencija, IAEA čini veliki dio svog rada s Vijećem sigurnosti, a ne s Gospodarskim i socijalnim vijećem Ujedinjenih naroda. Struktura i funkcije IAEA definiraju se njegovim temeljnim dokumentom, IAEA statutom. IAEA ima tri glavna tijela: Upravni odbor, Generalni odbor i Tajništvo.
IAEA postoji kako bi nastavila "sigurno i mirno korištenje nuklearnih znanosti i tehnologije". IAEA provodi ovu misiju s tri glavne funkcije: pregled postojećih nuklearnih postrojenja, kako bi se osiguralo njihovo mirno korištenje; pružanje informacija i razvijanje standarda, kako bi se garantirala sigurnost nuklearnih postrojenja te kao središte za različita područja znanosti uključenih u miroljubivu primjenu nuklearne tehnologije.
IAEA prepoznaje znanje kao najvažnije sredstvo i resurs industrije nuklearne energije, bez kojeg industrija ne može poslovati sigurno i ekonomski. Nakon generalne konferencije IAEA-e, 2002. godine, rezolucijom o upravljanju nuklearnim znanjem, uspostavljen je formalni program za rješavanje prioriteta država članica u 21. stoljeću.
U 2004. godini, IAEA je razvio Program djelovanja za terapiju raka (PACT). PACT reagira na potrebe zemalja u razvoju da uspostave, poboljšaju ili proširuju programe liječenja radioterapije. IAEA prikuplja novac kako bi pomogao državama članicama da spase živote i da smanji patnju žrtava raka. 
IAEA je uspostavila programe koji pomažu zemljama u razvoju u planiranju izgradnje sustava za upravljanje programom nuklearne energije, uključujući i grupu Integrirane nuklearne infrastrukture, koja je provodila misije za integriranu nuklearnu infrastrukturu u Indoneziji, Jordanu, Tajlandu i Vijetnamu. IAEA izvještava da oko 60 zemalja razmatra kako uključiti nuklearnu energiju u svoje energetske planove.
Kako bi se poboljšala razmjena informacija i iskustva među članicama IAEA-e o seizmičkoj sigurnosti nuklearnih postrojenja, IAEA je 2008. godine osnovala Međunarodni centar za sigurnost seizmičkih mreža. Ovaj centar uspostavlja sigurnosne standarde i osigurava njihovu primjenu u odnosu na odabir mjesta, procjenu različitih lokacija i seizmičku konstrukciju.

## Povijest
Predsjednik Sjedinjenih Američkih Država, Dwight D. Eisenhower, 1953. godine predložio je stvaranje međunarodnog tijela za reguliranje i promicanje miroljubivog korištenja nuklearne energije, u svom govoru tijekom Atoma za mir na Generalnoj skupštini UN-a. U rujnu 1954. Sjedinjene Države predložile su Glavnoj skupštini stvaranje međunarodne agencije koja bi preuzela kontrolu nad fisijskim materijalom, koji bi se mogao koristiti za nuklearnu energiju ili za nuklearno oružje. Ova bi agencija uspostavila neku vrstu "nuklearne banke".  
Sjedinjene Države su također pozvale na međunarodnu znanstvenu konferenciju o svim mirnim aspektima nuklearne energije. Do studenog 1954. postalo je jasno da će Sovjetski Savez odbiti bilo kakvu međunarodnu skrbništvo na fisijskim materijalom ako SAD prvi ne počne s  nuklearnim razoružanjem. Od 8. do 20. kolovoza 1955., Ujedinjeni narodi su održali Međunarodnu konferenciju o mirnim primjenama atomske energije u Ženevi, u Švicarskoj. U listopadu 1957. godine u sjedištu Ujedinjenih naroda održana je konferencija o Statutu IAEA-a kojom se odobrava  dokument za osnivanje IAEA-e, kojeg  je 1955. i 1957. izpregovarala skupina dvanaest zemalja. Statut IAEA-e odobren je 23. listopada 1956. i stupio je na snagu 29. srpnja 1957.
Bivši američki kongresnik W. Sterling Cole služio je kao prvi izvršni direktor IAEA-a od 1957. do 1961. godine. Cole je služio samo jedan mandat, nakon čega su IAEA-u vodili dva Šveđana, gotovo četiri desetljeća: znanstvenik Sigvard Eklund, koji je držao posao od 1961. do 1981. godine, nakon čega ga je naslijedio bivši švedski ministar vanjskih poslova Hans Blix, koji je služio od 1981. do 1997. godine. Blixa je naslijedio Mohamed ElBaradei koji je služio kao izvršni direktor do studenog 2009.
Od 1986. godine, kao odgovor na eksploziju i katastrofu nuklearnog reaktora u blizini Černobila, u Ukrajini, IAEA je povećala napore na području nuklearne sigurnosti. Isto se dogodilo nakon katastrofe 2011. godine u Fukushimi, u Japanu. 
IAEA i njezin tadašnji ravnatelj, ElBaradei, dobili su Nobelovu nagradu za mir 2005. godine. U ElBaradeijevom govoru u Oslu, izjavio je da bi samo jedan posto novca potrošeno na razvoj novih oružja bilo dovoljno za hranjenje cijelog svijeta, i da, ako se nadamo pobjeći od samouništenja, nuklearno oružje ne bi trebalo imati mjesta u našoj kolektivnoj savjesti, niti bi trebalo igrati ulogu u našoj sigurnosti.
Dana 2. srpnja 2009. godine, Yukiya Amano je izabran za izvršnog direktora IAEA-e, koji je porazio Abdul Samad Mintyja iz Južne Afrike i Luis E. Echávarrija iz Španjolske. Dana 3. srpnja 2009. Upravni odbor glasovao je za imenovanje Yukiya Amano, a Generalni odbor u rujnu 2009. godine odobrava. On je stupio na dužnost 1. prosinca 2009.

## Upravni odbor
Upravni odbor je jedan od dva tijela koja određuje politiku u IAEA. Upravni odbor sastoji se od 22 država članica koje je izabrao Generalni odbor i najmanje 10 članica koje je izabrao Izvršni odbor. Izvršni odbor imenuje deset članova koji su najnapredniji u tehnologiji atomske energije, kao i najnaprednije članice iz bilo kojeg od sljedećih područja koja nisu zastupljena u prvih deset: Sjeverna Amerika,Latinska Amerika, Zapadna Europa, Istočna Europa, Afrika, Bliskom Istoku i južnoj Aziji, jugoistočnoj Aziji, Tihom oceanu i Dalekom Istoku. Ti su članovi imenovani na rok od jedne godine. Generalni odbor bira 22 člana iz preostalih naroda na dvije godine. Jedanaest se bira svake godine. 22 izabranih članova također moraju predstavljati propisanu geografsku raznolikost. Lista 35 članova Upravnog odbora za razdoblje 2018-2019: Argentina, Armenija, Australija, Azerbajdžan, Belgija, Brazil, Kanada, Čile, Kina, Ekvador, Egipat, Francuska, Njemačka, Indija, Indonezija, Italija, Japan, Jordan, Kenija, Republika Koreja, Maroko, Nizozemska, Nigerija, Pakistan, Portugal, Ruska Federacija, Srbija, Južna Afrika, Sudan, Švedska, Tajland, Ujedinjeno Kraljevstvo, Sjedinjene Američke Države, Urugvaju i Venezuela.
Upravni odbor je, sa svojih pet godišnjih sastanaka, odgovoran za izradu politike IAEA-e. Odbor daje preporuke Generalnom oboru o aktivnostima i proračunu IAEA-a, odgovoran je za objavljivanje IAEA standarda i imenuje izvršnog direktora u skladu s odobrenjem Generalnog odbora. Svaki član odbora dobiva jedan glas. Pitanja o proračunu zahtijevaju dvotrećinsku većinu. Sva druga pitanja zahtijevaju samo većinu. Većina također ima ovlasti odrediti pitanja, koja će nakon toga zahtijevati dvotrećinsku većinu. Dvije trećine svih članova Upravnog odbora moraju biti prisutni, kako bi glasali. Odbor bira vlastitog predsjednika.

## Generalni odbor
Generalni odbor sastoji se od svih 170 država članica. Odbor se sastaje jednom godišnje, najčešće u rujnu, kako bi odobrio akcije i proračune koji su proslijeđeni od Upravnog odbora. Generalni odbor također odobrava kandidata za glavnog ravnatelja i zahtjeva izvješća Odbora o trenutnim problemima. Svaki član prima jedan glas. Pitanja proračuna, izmjena statuta i obustava povlastica člana zahtijevaju dvotrećinsku većinu, a sva druga pitanja zahtijevaju običnu većinu. Slično Upravnom odboru, Generalni odbor može običnom većinom odrediti pitanja koja zahtijevaju dvotrećinsku većinu. Generalni odbor bira predsjednika na svakom godišnjem sastanku kako bi sastanak bio što učinkovitiji. Predsjednik služi samo za vrijeme trajanja sjednice.
Glavna je zadaća  Generalnog odbora da služi kao forum za raspravu o aktualnim pitanjima i politikama. Bilo koji od drugih IAEA organa, izvršni direktor, Izvršni odbor i države članice mogu postaviti pitanja o kojima će raspravljati Generalni odbor (IAEA Primer). Ova funkcija Generalnog odbora gotovo je identična s Općom skupštinom Ujedinjenih naroda.

## Tajništvo
Tajništvo se sastoji od profesionalnog i općeg osoblja u službi IAEA. Na čelu tajništva je izvršni direktor. Direktor je odgovoran za provođenje akcija koje donosi Upravni odbor i Generalni odbor. Izvršnog direktora bira Odbor i odobrava ga Generalni odbor na obnovljivi mandat od četiri godine. Izvršni direktor nadzire šest odjela koji obavljaju poslove u provođenju politike IAEA-a: nuklearnu energiju, nuklearnu sigurnost i osiguranje, nuklearne znanosti i primjene, zaštitne mjere, tehničku suradnju i menadžment.
IAEA proračun se sastoji od dva dijela. Redovni proračun financira većinu aktivnosti IAEA-e i procjenjuje se svakoj državi članici (344 milijuna eura u 2014. godini). Fond za tehničku suradnju financira dobrovoljni doprinos s općim ciljem u rasponu od 90 milijuna dolara.

## Misije organizacije
Općenito je opisano da IAEA ima tri glavne misije:1)    Promicanje miroljubive uporabe nuklearne energije od svojih država članica,
2)    Provoditi zaštitne mjere, kako bi se utvrdilo da se nuklearna energija ne koristi u vojne svrhe, 
3)    Promicanje visokih standarda za nuklearnu sigurnost 

### Miroljubiva uporaba nuklearne energije
Prema članku II Statuta IAEA, cilj IAEA-a je "ubrzati i povećati doprinos atomske energije za mir, zdravlje i prosperitet diljem svijeta". Njegove glavne funkcije na ovom području, prema članku III, su poticanje istraživanja i razvoja, osiguranje ili pružanje materijala, usluga, opreme i objekata za države članice, poticanje razmjene znanstvenih i tehničkih informacija i obuke.
Tri od šest Odjela IAEA-a prvenstveno su zadužena za promicanje miroljubive uporabe nuklearne energije. Odjel za nuklearnu energiju usredotočen je na pružanje savjeta i usluga državama članicama o nuklearnoj energiji i ciklusu nuklearnog goriva. Odjel za nuklearne znanosti i primjene fokusira se na uporabu nuklearnih i izotopnih tehnika koje ne zahtijevaju snagu kako bi pomogle zemljama članicama IAEA-e na područjima vode, energije, zdravlja, biološke raznolikosti i poljoprivrede. Odjel za tehničku suradnju pruža izravnu pomoć zemljama članicama IAEA-e kroz nacionalne, regionalne i međuregionalne projekte putem obuke, stručnih misija, znanstvenih razmjena i pružanja opreme.

### Zaštitne mjere
Članak II. Statuta IAEA definira dvostrane ciljeve Agencije kao promicanje miroljubive uporabe atomske energije i "osiguravanje", koliko god je to moguće. Pomoć koju ona pruža, na njegov zahtjev ili pod njegovim nadzorom ili kontrolom, ne koristi se na način da se unaprijedi bilo kakva vojna svrha. " Da bi se to postiglo, IAEA je ovlaštena u članku III.A.5 Statuta "utvrditi i upravljati zaštitnim mjernim instrumentima čiji je cilj osigurati da posebni neraspadljivi i drugi materijali, usluge, oprema, postrojenja i informacije koje agencija ili njezin zahtjev, pod njegovim nadzorom ne koriste se na takav način da bi se unaprijedila bilo kakva vojna svrha, te da se na zahtjev stranaka primjenjuju zaštitni mehanizmi na bilo koji bilateralni ili multilateralni dogovor, na zahtjev države, radi aktivnosti te države na području atomske energije "
Odjel za zaštitne mjere odgovoran je za obavljanje i provođenje ove misije, kroz tehničke mjere za provjeru ispravnosti i potpunosti nuklearnih deklaracija država. 

### Nuklearna sigurnost

#### Međunarodni politički odnosi u radiološkoj zaštiti
IAEA klasificira sigurnost kao jedan od svoja prva tri prioriteta. U 2011. godini potrošili su 8,9 posto redovnog proračuna od 352 milijuna eura (469 milijuna dolara) kako bi postrojenja bila sigurna od nesreća. Njezina sredstva koriste se još u druga dva prioriteta: tehnička suradnja i prevencija proliferacije nuklearnog oružja. 
IAEA navodi da je od 1986. godine, kao odgovor na eksploziju reaktora, tj. nuklearnu katastrofu, u blizini Černobila, redom pojačala napore na području nuklearne sigurnosti. IAEA kaže da se isto dogodilo nakon katastrofe u Fukushimi, u Japanu. 
U lipnju 2011. godine, glavni tajnik IAEA-a izjavio je da ima široku potporu njegovom planu jačanja međunarodnih sigurnosnih provjera nuklearnih elektrana, kako bi se izbjeglo bilo kakvo ponavljanje poput katastrofe u Fukushimi. Predložene su sigurnosne provjere na reaktore širom svijeta!

## Kritika
Ruski stručnjak za nuklearne nesreće Iouli Andreev kritizirao je odgovor IAEA-e na Fukushimu i kaže da IAEA nije naučila od katastrofe u Černobilu 1986. godine. Optužio je IAEA i korporacije da namjerno ignoriraju lekcije iz najgorih nuklearnih nesreća na svijetu kako bi zaštitile ekspanziju industrije. Uloga IAEA-e "kao zagovornika nuklearne energije učinila ju je metom prosvjeda". 
Časopis Nature priopćio je da je odgovor IAEA-e na nuklearnu nesreću Fukushima  u Japanu bio "spor i ponekad zbunjujući", potičući agenciju da "preuzme više proaktivnu ulogu u nuklearnoj sigurnosti". No, nuklearni stručnjaci kažu da komplicirani mandat agencije i ograničenja nametnuta od strane svojih država članica znače da se reforme neće provoditi tako brzo ili lako.
Neki znanstvenici kažu kako je japanska nuklearna nesreća iz 2011. godine otkrila da nuklearna industrija nema dovoljno nadzora, što dovodi do ponovnih revizija za redefiniranje mandata IAEA-a kako bi se bolje moglo nadzirati nuklearne elektrane diljem svijeta. 
Postoji nekoliko problema s IAEA organizacijom, kaže Najmedin Meshkati, sa sveučilišta Južne Kalifornije:
IAEA preporučuje sigurnosne standarde, ali države članice nisu ih se dužne pridržavati; promiče nuklearnu energiju, ali također prati uporabu nuklearne energije; to je jedina globalna organizacija koja nadzire industriju nuklearne energije, ali također utječe na provjeru sukladnosti s Ugovorom o nuklearnoj neproliferaciji.
Časopis Nature priopćio je da "svijet mora ojačati sposobnost Međunarodne agencije za atomsku energiju da samostalno procjenjuje nuklearnu sigurnost" i da će "javnost biti bolja od strane IAEA-a koja je u mogućnosti pružiti iskrenu i neovisnu procjenu nuklearnih kriza". 

## Članstvo
Proces ulaska u IAEA je prilično jednostavan. Uobičajeno, država će obavijestiti izvršnog direktora o svojoj želji da se pridruži, a direktor će podnijeti zahtjev Upravnom odboru na razmatranje. Ako odbor preporuči odobrenje, a Generalni odbor odobri zahtjev za članstvo, država mora potom predati svoj zahtjev prihvaćanja Statuta IAEA-e SAD-u, koji djeluje kao zamjenska Vlada za Statut IAEA. Država se smatra članom kada je pohranjeno pismo prihvaćanja. SAD zatim obavještavaju IAEA, koja obavještava druge države članice IAEA-e. Potpisivanje i ratifikacija Ugovora o nuklearnoj neproliferaciji (NPT) nisu preduvjeti za članstvo u IAEA.
IAEA ima 170 država članica. Većina članica UN-a su države članice IAEA-e. Države članice koje nisu dio IAEA-e Cape Verde (2007), Tonga (2011), Komoros (2014.), Gambija (2016) i Sveta Lucija (2016) odobravaju se za članstvo i postat će država članica ako dostave potrebne pravne dokumente.
Četiri države povukle su se iz IAEA. Sjeverna Koreja bila je država članica od 1974. do 1994. godine, ali se povukla nakon što ju je Upravni odbor uhvatio u neusklađenosti sa svojim sporazumom o zaštitama, te zatim obustavio većinu tehničke suradnje. Nikaragva je postala članica 1957., ali je povukla svoje članstvo u 1970. godini i ponovno se pridružila 1977. Honduras se pridružio 1957., povukao se 1967. i ponovno se pridružio 2003., dok se Kambodža pridružila 1958. godine, povukla 2003. godine, te se ponovno pridružila 2009.

## Ciljevi održivog razvitka
IAEA aktivno sudjeluje u pomaganju međunarodnoj zajednici u ostvarivanju 17 ciljeva održivog razvoja. Pomaže zemljama da koriste nuklearne i izotopne tehnike i time doprinose izravno postizanju devet od 17 ciljeva.

### Prekinuti glad, postići sigurnost hrane i poboljšati prehranu i promicati održivu poljoprivredu
Kroz IAEA i partnerstvo s Organizacijom za hranu i poljoprivredu Ujedinjenih naroda (FAO), zemlje širom svijeta poboljšavaju sigurnost hrane i poljoprivrede primjenom nuklearnih i izotopnih tehnika za zaštitu biljaka od štetnih insekata i uzgoja novih biljnih sorti koje pokazuju, primjerice, poboljšane prinose usjeva, otpornost na bolesti ili toleranciju na sušu.

### Osigurati zdrave živote i promicati dobrobit za sve u svim godinama
Da bi se postigao cilj smanjenja smrtnih slučajeva od nezaraznih bolesti za jednu trećinu, IAEA pomaže zemljama u borbi protiv raka pomažući im u osmišljavanju sveobuhvatnih programa kontrole raka, osnivanja nuklearne medicine, onkologije zračenja i radioloških objekata, kao i podrške obrazovanju i osposobljavanju za specijalizirane zdravstvene djelatnike.

### Osigurati dostupnost i održivo upravljanje vodom i sanitarne usluge za sve
Voda je bitna za život. Kako stanovništvo raste i ekonomije se proširuju, pristup čistoj i sigurnoj vodi je imperativ. Izotopne tehnike pomažu u procjeni kvalitete vode. Neke zemlje to koriste kako bi implementirale integrirane planove upravljanja vodnim resursima za održivo korištenje resursa i za zaštitu ekosustava vode i vode.

### Osigurati pristupačnu, pouzdanu, održivu i suvremenu energiju za sve
IAEA potiče učinkovitu i sigurnu uporabu nuklearne energije kroz potporu postojećim i novim nuklearnim programima širom svijeta, izgradnjom kapaciteta u energetskom planiranju, analizi i nuklearnom informiranju i upravljanju znanjem.

### Izgraditi elastičnu infrastrukturu, promicati inkluzivnu i održivu industrijalizaciju i poticati inovativnost
Nuklearna znanost i tehnologija mogu dati veliki doprinos gospodarskom rastu i imati važnu ulogu u potpori održivom razvoju. Pomoću IAEA-e, nekoliko zemalja je povećalo konkurentnost svoje industrije koristeći ove tehnologije, na primjer za nerazorno ispitivanje sigurnosti i kvalitete te tehnike ozračivanja za poboljšanje trajnosti proizvoda od automobilskih guma do cjevovoda i medicinskih uređaja.

### Poduzeti hitnu akciju u borbi protiv klimatskih promjena i njegovih utjecaja
Nuklearna energija, zajedno s vjetrom i vodom, jedna je od tehnologija s niskim emisijama CO2  dostupnih za proizvodnju električne energije. IAEA radi na povećanju globalne svijesti o ulozi nuklearne energije s obzirom na klimatske promjene, osobito kako bi se osiguralo da se uloga, koju nuklearna energija može i igra u zemljama koje pomažu u smanjivanju emisija stakleničkih plinova, pravilno prepozna.

### Očuvati i održivo koristiti oceane, mora i morske resurse za održivi razvoj
Za održivo upravljanje i zaštitu oceana, mnoge zemlje koriste nuklearne i izotopne tehnike, uz potporu IAEA-a, kako bi bolje razumjeli i pratili zdravlje mora i morskih pojava poput kiselosti oceana i štetnih cvjetnica algi.

### Zaštititi, obnoviti i promicati održivo korištenje kopnenih ekosustava, održivo gospodariti šumama, zaustaviti i preokrenuti degradaciju zemljišta i zaustaviti gubitak bioraznolikosti
Izotopne tehnike pružaju točne procjene erozije tla i pomažu identificirati erozijske vruće točke, pružajući važan alat za otklanjanje degradacije zemljišta. Potpora IAEA-a u ovom području pomaže mnogim zemljama da prikupljaju informacije, pomoću tih tehnika, kako bi oblikovale poljoprivredne prakse radi održivije uporabe zemljišta i, u konačnici, povećanju prihoda, istovremeno poboljšavajući metode očuvanja i zaštite resursa, ekosustava i biološke raznolikosti.

### Ojačati načine provedbe i revitalizirati globalno partnerstvo za održivi razvoj
Partnerstva s državama članicama u središtu su aktivnosti IAEA. Uska suradnja između IAEA, organizacija Ujedinjenih naroda, drugih međunarodnih organizacija i organizacija civilnog društva pomaže u maksimiziranju utjecaja potpore IAEA-a u postizanju razvojnih prioriteta država članica.

## Zaštita okoliša
Male promjene u našem okolišu mogu potencijalno imati široku posljedicu. IAEA koristi nuklearne i izotopne alate za razumijevanje svijeta u kojem živimo i pružamo donositeljima odluka informacije potrebne za rješavanje suvremenih pitanja zaštite okoliša i prilagodbe budućim scenarijima.
IAEA stručnjaci koriste znanstveno utemeljene alate za proučavanje zemaljskih i vodenih sustava i procjenu potencijalnih učinaka onečišćenja i klimatskih promjena na okoliš i na ljudsko zdravlje. Agencija pomaže zemljama članicama u postupanju s nuklearnim otpadom i sanacijom zagađenih područja. Nuklearne tehnologije, kao što je nuklearna energija, također mogu pomoći u ublažavanju klimatskih promjena. Stabilni izotopi i nuklearne tehnike koriste se za procjenu slatkovodnih resursa, bioloških sustava, atmosferskih procesa i oceanskih ekosustava te poboljšanje poljoprivrednih praksi. Ti alati pomažu u procjeni ekoloških utjecaja na okoliš, osobito na otiske prirodnog i umjetnog onečišćenja. Tehnike također mogu pomoći u procjeni negativnih zdravstvenih učinaka življenja u nehigijenskom okruženju.

### Zagađenje
Mnoge ljudske aktivnosti otpuštaju onečišćenja u okoliš, gdje postaju dio bioloških, geoloških i kemijskih ciklusa. IAEA koristi alate temeljene na nuklearnoj znanosti za proučavanje tih procesa i pomaže državama članicama da se bave zagađivačima, radioaktivnim otpadom i zagađenim mjestima.

### Klimatske promjene
Klimatske promjene jedan su od najvećih ekoloških izazova koji utječu na planet i čovječanstvo. IAEA pomaže zemljama da koriste nuklearnu znanost i tehnologiju kako bi nadgledale emisije i promjene okoliša oceana i ekosustava, kako bih ublažile izvore emisije stakleničkih plinova iz proizvodnje energije i korištenja zemljišta te se prilagodile novim stvarnim klimatskim uvjetima, uključujući hranu i nestašice vode te gubitke ekosustava.

## Posljedice za zdravlje
Veliki dio stanovništva u zemljama s niskim i srednjim dohotkom još uvijek živi u okruženjima koja su karakterizirana lošom vodom, sanitarnim i higijenskim uvjetima koji doprinose usporavanju rasta. Mehanizam kojim prljava okolina utječe na rast djeteta je nepovoljna modifikacija intestinalnog integriteta, što rezultira time da se hranjive tvari ne mogu optimalno apsorbirati i koristiti za rast i druge funkcije. Ovaj poremećaj se naziva disfunkcija crijeva u okolišu ili enteropatija u okolišu, a povezana je s prisutnošću abnormalnih bakterija. Nadalje, loša higijena i sanitacija povezani su s infekcijom s Helicobacter pylori (H. pylori), koja utječe na više od 50 posto svjetske populacije. H. pylori se nalazi u gornjem gastrointestinalnom traktu. To može negativno utjecati na prehranu utječući na upijanje željeza i cinka i povećavanjem osjetljivosti na dijareje. Osim toga, to je također glavni uzrok takvih bolesti želuca kao i kronični gastritis, te povećava rizik od razvoja raka želuca.
Drugi čimbenici okoline koji negativno utječu na rast djeteta su toksini koji se prenose hranom kao što je aflatoksin. Proizvodi ga gljiva uglavnom u žitaricama i mahunarkama, a može se konzumirati u prehrani majke ili djeteta. Može se prenijeti na fetus kroz posteljicu ili bebu kroz majčino mlijeko.
Povećana urbanizacija također znači promjene u izgrađenom okolišu, odnosno sve fizičke dijelove gdje živimo i radimo. To je povezano s promjenama u prehrambenim praksama i stilovima života s naginjanjem na potrošnju više gustoće energije, hrane bogate masnoćom i smanjenom tjelesnom aktivnošću, što može uzrokovati pretilost i nosi i povećan rizik od nezaraznih bolesti.
IAEA podržava primjenu stabilnih izotopa za poboljšanje pristupa hrani i procjenu utjecaja prljavog okoliša, toksičnih elemenata i promjena načina života na nutritivni status i zdravlje.

## Vanjske poveznice
- Ugovor o povlasticama i imunitetima Međunarodne agencije za atomsku energiju
- Povijest slika s "Atoma za mir"[neaktivna poveznica]
- Web stranica IAEA Ministarstva tehničke suradnje